# Temporada d'huracans de l'Atlàntic del 1924
La temporada d'huracans de l'Atlàntic de 1924 és un conjunt d'huracans que va comptar amb l'huracà de Categoria 5 més antic conegut; un cicló tropical amb vents sostinguts màxims de 250 km/h. El 18 de juny es va detectar al nord-oest del Mar Carib el primer sistema de la temporada, el qual prendria el nom de tempesta tropical u. El darrer sistema de la temporada seria una depressió tropical sense numeració que es va dissipar el 24 de novembre. Ambdues dates són dins del període d'activitat màxima de ciclons tropicals a l'Atlàntic. Van coexistir simultàniament fins a 6 ciclons tropicals dels 13 que es van generar durant la temporada. La temporada de 1924 es troba dins dels paràmetres mitjans, perquè es van generar 11 tempestes tropicals on 5 de les quals es van enfortir fins a esdevenir huracans. A més a més, dos dels cincs ciclons es van intensificar fins a convertir-se en grans huracans, és a dir, van assolir la Categoria 3 o superior en l'Escala d'huracans de Saffir-Simpson.
La tempesta més important de la temporada va ser l'huracà deu, conegut amb el sobrenom huracà de Cuba de 1924. L'huracà va colpejar la Cuba occidental com un huracà de Categoria 5 i després es va afeblir i va tocar terra de nou a Florida com un huracà de Categoria 1. Es van registrar en total 90 victimes mortals i destrosses materials importants entre ambdós llocs. L'huracà quatre va generar vents forts i inundacions a les Illes de Sotavent. Aquesta tempesta va deixar al seu pas 59 víctimes mortals dels quals 30 van ser a l'Illa de Montserrat. També es van generar diverses tempestes tropicals que van deixar un impacte menor com per exemple les tempestes tropical u, vuit i deu, juntament amb els huracans tres i cinc. Les tempestes de la temporada d'huracans de l'Atlàntic de 1924 van causar en conjunt almenys 150 víctimes mortals.
L'energia ciclònica acumulada (ACE), indicador de l'activitat ciclònica de les temporades d'huracans, va ser baixa, específicament, 100. A grans trets, ACE és una mesura de la força dels huracans multiplicada per la longevitat de temps que van existir; aquelles tempestes que són actives durant molt de temps, així com els huracans molts forts, tenen ACE alts. L'ACE només es mesura per tots aquells sistemes tropicals de què s'emeten avisos complets i que superen els 34 nusos (39 hPa, 63 km/h) o que són tempestes tropicals fortes.

## Tempesta tropical u
El 18 de juny es va detectar una tempesta tropical a 120 km al sud-est de Chetumal (Quintana Roo). Va entrar a terra ferma al nord de Belize amb una velocitat del vent estimada de prop de 75 km/h. Durant els dies previs la pressió havia disminuït progressivament al nord-oest del Mar Carib. El 19 de juny el sistema tropical va creuar la Península de Yucatán i va emergir sobre la Badia de Campeche amb ràfegues de vent de 65 km/h. La tempesta es va reintensificar sobre l'aigua fins als 75 km/h. Va recalar a 185 km del sud de Tampico (Tamaulipas) durant les primeres hores del 21 de juny. Posteriorment, es va dissipar sobre terra ferma. El cicló va ser classificat com una pertorbació feble i no va registrar vents forts durant tot el cicle de vida de la tempesta. La torbonada va afectar la costa de Texas, fet que va provocar que s'emetessin advertències per a embarcacions petites. Es va informar de pluges fortes a Mèxic.

## Tempesta tropical dos
Es va formar una tempesta tropical a partir d'un front fred en descomposició a la costa est de Florida cap a finals de juliol; complia alguna de les característiques dels ciclons híbrids. La tempesta va traçar una trajectòria nord-est i es va anar intensificant progressivament fins a assolir vents màxims de 100 km/h en passar a prop dels Outer Banks de Carolina del Nord. Posteriorment, la tempesta es va anar afeblint al seu pas per aigües més fredes. El 30 de juliol va ser absorbida per un front fred al sud de Nova Escòcia.

## Huracà tres
El tercer cicló tropical de la temporada es va formar el 16 d'agost a 675 km al sud-est de Bridgetown (Barbados). El 18 d'agost es va moure cap al nord-oest i va creuar el Carib occidental com una tempesta tropical mínima. Va passar a l'est de San Juan (Puerto Rico) i va tornar a entrar a l'oceà Atlàntic el 9 d'agost. Es va enfortir ràpidament i va assolir la categoria d'huracà l'endemà. Es va desaccelerar i va girar cap a l'oest el 21 d'agost, i va seguir enfortint-se a l'est de les Bahames septentrionals. El 24 d'agost la tempesta va anar augmentant fins a la seva intensitat màxima de 195 km/h al nord de la Gran Bahama. En aquest moment, la tempesta era pràcticament estacionària. El cicló es va dirigir bruscament cap al nord i es va mantenir mar endins per davant de la costa est dels Estats Units. El 25 d'agost es va afeblir ràpidament i va passar a prop del Cap Hatteras el 26 d'agost. Va esdevenir un cicló extratropical abans de passar sobre Nova Escòcia el 27 d'agost.
El posicionament de la tempesta va dur a emetre advertències de tempesta des del Cap d'Hatteras fins a Miami (Florida) el 22 d'agost. Les alertes d'huracà es van estendre des de Beaufort (Carolina del Nord) fins al Cap de Henry (Virgínia). Es va aconsellar als naviliers des de les emissores radiofòniques a mantenir-se cautelosos al nord de Puerto Rico abans de l'aproximació de la tempesta. El recargolament que va fer la tempesta davant de la costa va evitar destrosses al llarg d'aquesta. Les ràfegues de vent màximes registrades van ser de 120 km/h a Hatteras (Carolina del Nord); dues persones es van ofegar a la costa. Els danys van ser mínims, encara que la tempesta va provocar la inundació de l'illa d'Ocracoke. El vaixell de passatgers White Star Arabic va ser castigat per la tempesta el 26 d'agost, quan la nau estava fora del Nantucket Shoals. Va arribar a Nova York l'endemà amb 75 ferits i van informar que el transatlàntic havia topat amb una suposada "onada de 100 peus".

## Huracà quatre
La quarta tempesta tropical de la temporada es va desenvolupar a 1.285 km al sud-est de Basse-Terre, Guadalupe, el 25 d'agost. Inicialment, el 26 d'agost, es va moure en direcció l'oest. Va girar cap a l'oest–nord-oest i es va intensificar quan s'apropava a les Antilles Menors el 27 d'agost. Es va enfortir en un huracà el 28 d'agost i va creuar Cudjoe Head a l'illa de Montserrat. Es va registrar una pressió mínima de 965 hPa. El cicló va girar al nord-oest i va creuar la zona nord-est del Carib a prop d'Anguilla el 29 d'agost. L'huracà va continuar intensificant-se sobre l'oceà Atlàntic occidental i va registrar un vent màxim de 170 km/h, quan es trobava a 1.215 km al sud–sud-est de les Bermudes el 30 d'agost.
El cicló es va recorbar cap al nord el 2 de setembre i es va afeblir fins a l'equivalent d'un huracà de Categoria 1 el 3 de setembre. La tempesta va perdre les seves característiques tropicals el 4 de setembre, però va mantenir la força del vent huracanat fins a colpejar Nova Escòcia el 5 de setembre. A les Illes Verges, el cicló va destruir centenars de cases i va fer malbé cultius. Es van reportar diverses víctimes mortals. Les precipitacions intenses van provocar inundacions en diverses illes de la trajectòria de la tempesta. Les ràfegues de vent van fer naufragar petites embarcacions i van arrencar arbres a l'illa de Saint Thomas. El pas del cicló per l'illa de Montserrat va deixar 30 morts, 200 ferits i més de sis mil persones es van quedar sense llar. Les destrosses a l'illa es van estimar en prop de 100.000£. La Creu Roja va donar 3.000$ i va alimentar a les víctimes després de la tempesta. En total, els danys ascendiren en 86.000£ i almenys 59 persones van perdre la vida a les Illes de Sotavent.

## Huracà cinc
Una tempesta tropical forta es va desenvolupar el 12 de setembre a 135 km al sud-oest de Key West (Florida). Es va moure cap al nord-oest i es va transformar ràpidament en un huracà el 13 de setembre. Poc després, la tempesta va registrar vents sostinguts màxims de 130 km/h. El cicló va girar cap al nord-est a darrera hora del 14 de setembre i va colpejar la Panhandle de Florida prop de Port St. Joe (Florida) el 15 de setembre. Mentre avançava cap a l'interior, l'huracà es va anar debilitant ràpidament i va esdevenir tempesta tropical; va travessar el sud de l'estat Geòrgia el 16 de setembre. Es va endinsar en l'Oceà Atlàntic a prop de Savannah (Geòrgia) amb vents propers a 75 km/h. La tempesta va accelerar el seu pas en direcció est–nord-est i va esdevenir extratropical a l'altura del cap Hatteras el 17 de setembre. El sistema es va detectar per darrer cop el 19 de setembre al sud de Terranova.
Es va informar de desperfectes menors a propietats de Florida. Les ràfegues de vent van arribar 120-130 km/h a Port St. Joe. El vent va fer que s'encallessin dos vaixells pesquers a la costa de l'estat, mentre que una goleta va naufragar a prop de Carrabelle (Florida). Els avisos a temps van reduir els danys potencials al nord-oest de Florida. A l'estat de Geòrgia, les precipitacions fortes van causar dues morts i es van registrar danys importants en els conreus. Gran part de Brownton (Geòrgia) va ser destruïda per les inundacions. Es va produir també un fort vendaval al llarg de la costa est. Operativament no es creia que el cicló assoliria la intensitat d'huracà. El pas de l'huracà per la zona de Tampa (Florida) va ser inesperat.

## Tempesta tropical sis
El 20 de setembre una tempesta tropical dèbil es va observar sobre les illes del Cap Verd. Va avançar lentament en direcció nord-oest a través l'arxipèlag. El seguiment naval de la tempesta va ser escàs; va ser observada per darrer cop el 22 de setembre.

## Tempesta tropical set
S'estima que es va formar una depressió tropical al sud de les illes de Cap Verd el 24 de setembre. Generalment es va moure a l'oest–nord-oest i es va anar intensificant lentament. El 28 de setembre la tempesta va començar a recorbar-se cap al nord i el vent va començar augmentar la seva força fins als 85 km/h. La tempesta es va afeblir i després va tornar a intensificar-se de nou, fins a la mateixa intensitat màxima, el 2 d'octubre. Va esdevenir extratropical el 3 d'octubre mentre girava cap al nord-est. Les restes van ser absorbides per una tempesta extratropical major el 5 d'octubre.

## Tempesta tropical vuit
Es van registrar pressions baixes al nord-oest del Mar Carib del 23 de setembre al 27 de setembre. En aquest darrer dia, una tempesta tropical mínima es va formar sobre el sud-oest del Mar Carib a l'est de Roatán (Hondures). El 28 de setembre, el cicló va avançar cap al nord, es va anar intensificant a poc a poc i va passar a l'est de Cozumel. El 29 de setembre, va entrar el sud del golf de Mèxic com un sistema tropical i va assolir vents màxims sostinguts de 85 km/h. Ràpidament va accelerar el seu pas en direcció nord-est i va esdevenir un sistema extratropical amb vents de 95 km/h. Més tard, va sobrevolar el Big Bend de Florida, prop de Cedar Key. El 30 de setembre, es va traslladar ràpidament al nord-est a través de la costa sud-est dels Estats Units. Va ser detectada per darrer cop prop de Norfolk (Virgínia). Es van emetre avisos de tempesta per la costa est del golf de Mèxic el 29 de setembre amb els que s'aconsellava als residents a preparar-se contra els vents huracans imminents. També es va emetre advertències des de Jacksonville (Florida) fins a Fort Monroe (Virginia). Posteriorment, els avisos es van estendre fins a abastar la zona centroatlàntica i nord-est dels Estats Units. Els vents huracanats van afectar la costa est dels Estats Units.

## Tempesta tropical nou
La sisena tempesta tropical de la temporada es va desenvolupar al golf de Mèxic a les primeres hores del 12 d'octubre a 450 km al sud-oest de Saint Petersburg (Florida). S'estima que en aquest moment la tempesta va assolir la seva intensitat màxima de 95 km/h. Es va moure ràpidament cap al sud-oest i es va afeblir en una tempesta tropical mínima el 13 d'octubre. El sistema es va debilitar en depressió tropical el 14 d'octubre i es va dissipar sobre el golf de Mèxic sud-oest l'endemà. Operacionalment, el sistema es va classificar com una pertorbació moderada.

## Huracà deu
A darrera hora del 13 d'octubre, es va formar una tempesta tropical mínima al Mar Carib occidental a l'est–nord-est del nord d'Hondures. La tempesta es va moure lentament vers el nord-oest i es va anar girant a poc a poc cap al nord el 15 d'octubre. Poques hores després i a partir de llavors va anar augmentant de manera constant fins que el 17 d'octubre va aconseguir la intensitat d'huracà. El 19 d'octubre el cicló va esdevenir un gran huracà (Categoria 3 o superior). Llavors, la tempesta va colpejar la província de Pinar del Río a Cuba amb vents màxims sostinguts de 195 km/h. L'huracà va virar cap a l'est–nord-est en resposta al moviment cap al sud d'una cresta baromètrica el 20 d'octubre. Es va afeblir ràpidament i va recalar al sud-oest de Florida, prop de Naples (Florida), com un huracà de Categoria 1. La tempesta va entrar a l'oceà Atlàntic nord de Miami (Florida) amb vents de 110 km/h. El cicló es va afeblir progressivament a mesura que avançava a través de l'Oceà Atlàntic occidental, abans de dissipar-se a l'oest–sud-oest de les Bermudes el 23 d'octubre. Després de la reanàlisi publicada el març de 2009, la tempesta va ser reclassificada com a huracà de categoria 5 amb vents de 270 km/h i una pressió mínima de 910 hPa.
El cicló va provocar almenys 90 víctimes mortals a Cuba. L'huracà va devastar cultius i edificis en tota la Cuba occidental i va deixar entre 50 i 100 ferits a Arroyos de Mantua. Preventivament, les embarcacions van ser assegurades i els arbres es van tallar a l'espera del pas de la tempesta per Florida. Les ràfegues de vent màximes van arribar als 105 km/h a Key West, malgrat que els danys en la vegetació van ser mínims. L'huracà va produir precipitacions fortes en tot el sud de Florida; es van recollir 590 mm a Marco Island i es va convertir en el registre d'acumulació de pluja màxim de la zona. La pluja va causar inundacions al comtat de Palm Beach i va provocar que el trànsit a les carreteres i a les vies fèrries es veiés interromput. Es va creure que els 112 mm de pluja registrats a la zona havien estat els més grans registrats al comtat en els darrers 15 anys. Va deixar ràfegues màximes de 110 km h a tota la península del sud de Florida i les sortides d'embarcacions al sud-est de Florida van ser cancel·lats. Durant el pas del cicló, la xarxa de telègraf va restar fora de servei a Fort Myers i Punta Gorda (Florida), encara que els danys van ser mínims.

## Huracà onze
Es va formar una tempesta tropical al sud del mar Carib a les primeres hores del 5 de novembre; es trobava a 445 km al nord–nord-oest de la Ciutat de Panamà. El sistema es va moure cap al nord amb vents d'intensitat mínima i va colpejar la Parròquia de Clarendon (Jamaica) el 7 de novembre amb vents sostinguts de 65 km/h. D'hora el 8 de novembre, va deixar la costa nord de l'illa i després d'enfortir-te, va fer recalada a l'oest de Santiago de Cuba el 9 de novembre. Més tard, el cicló es va enfortir en un huracà, va entrar en l'Oceà Atlàntic i va virar cap al nord-est a les Illes Turks i Caicos el 10 de novembre. L'huracà es va accelerar i es va dirigir més enllà de les Illes Turks i Caicos l'11 de novembre. Poc després, el cicló va assolir la intensitat màxima de 130 km/h i va mantenir la Categoria 1 fins al dia 13 de novembre. El sistema va passar a l'est de les Bermudes i es va afeblir en una tempesta tropical el 14 de novembre. Ràpidament es va convertir en extratropical i el 15 de novembre es va informar per darrer cop del cicló onze.